# イタリア遠征
イタリア遠征（イタリアえんせい）とは、イタリアへ軍隊を遠征させて戦争などを行うこと。
中世にはイタリアは諸小邦に分裂していたため、西ヨーロッパの大国が相次いでイタリア遠征を行っている。次のようなものが知られている。なお、初期の神聖ローマ帝国では、イタリアに関わる政治をイタリア政策と呼んでいた。
1. エペイロス王ピュロスによるイタリア遠征。ピュロス戦争参照。
2. 第二次ポエニ戦争におけるカルタゴの将軍ハンニバル・バルカによるイタリア遠征。
3. 東ローマ帝国のイタリア遠征。例えば、ユスティニアヌス1世やコムネノス王朝によるもの。
4. 神聖ローマ帝国のイタリア遠征。例えばオットー1世やハインリヒ3世など。
5. オスマン帝国スルタン・メフメト2世による、1480年の南イタリア・オトラントへの派兵。1481年にスルタンの急死によって撤兵した。
6. フランス王国のイタリア遠征。例えばヴァロア朝のフランソワ1世によるものなど。（イタリア戦争）
7. フランス共和国のナポレオン・ボナパルトによる第1次イタリア遠征。イタリア戦役 (1796-1797年) を参照。
8. 同じくナポレオンによる第2次イタリア遠征。イタリア戦役 (1799-1800年) を参照。

現代では、サッカーなどのスポーツチームが試合のためにイタリアを訪問することをこのように呼ぶこともある。